# Contea di Cesana
La contea di Cesana era un antico feudo corrispondente all'ex comune di Lentiai, in provincia di Belluno.

## Geografia

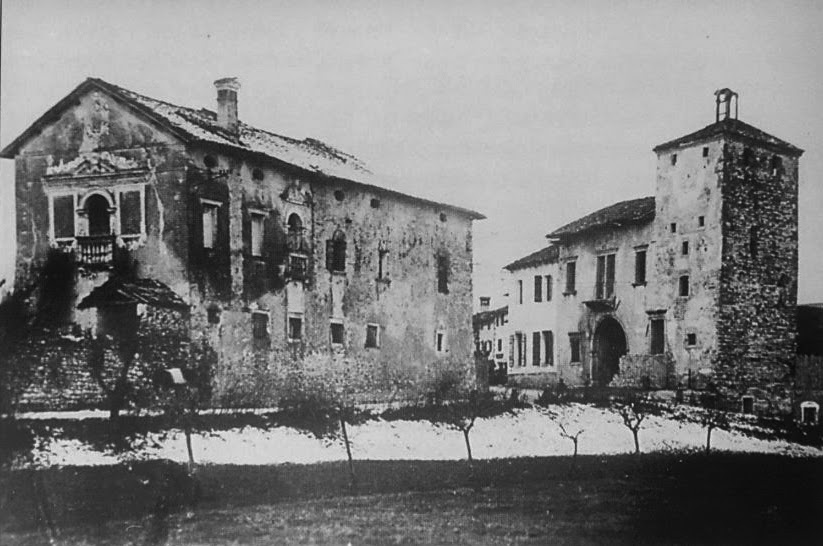
Il Palazzo Pretorio e il Castello di Cesana

La contea corrispondeva all'ex comune di Lentiai (nel 2019 confluito nel comune di Borgo Valbelluna) e si estendeva quindi sul versante meridionale della Valbelluna, alla sinistra del Piave. Diversamente da oggi, Cesana non era considerata parte del Bellunese ma del Trevigiano; in effetti, dal punto di vista ecclesiastico ricadeva (come tutt'oggi, del resto) nella diocesi di Ceneda.
Capoluogo della giurisdizione era Cesana, una piccola borgata sulla riva del Piave. Qui si trovavano il castello, dimora del feudatari (danneggiato durante la Grande Guerra e demolito nel 1921), e l'annesso palazzo Pretorio (XVI-XVII secolo), sede del vicario che amministrava il territorio a nome del conte.
Il centro principale dal punto di vista demografico, economico ed ecclesiastico era però Lentiai.

## Storia

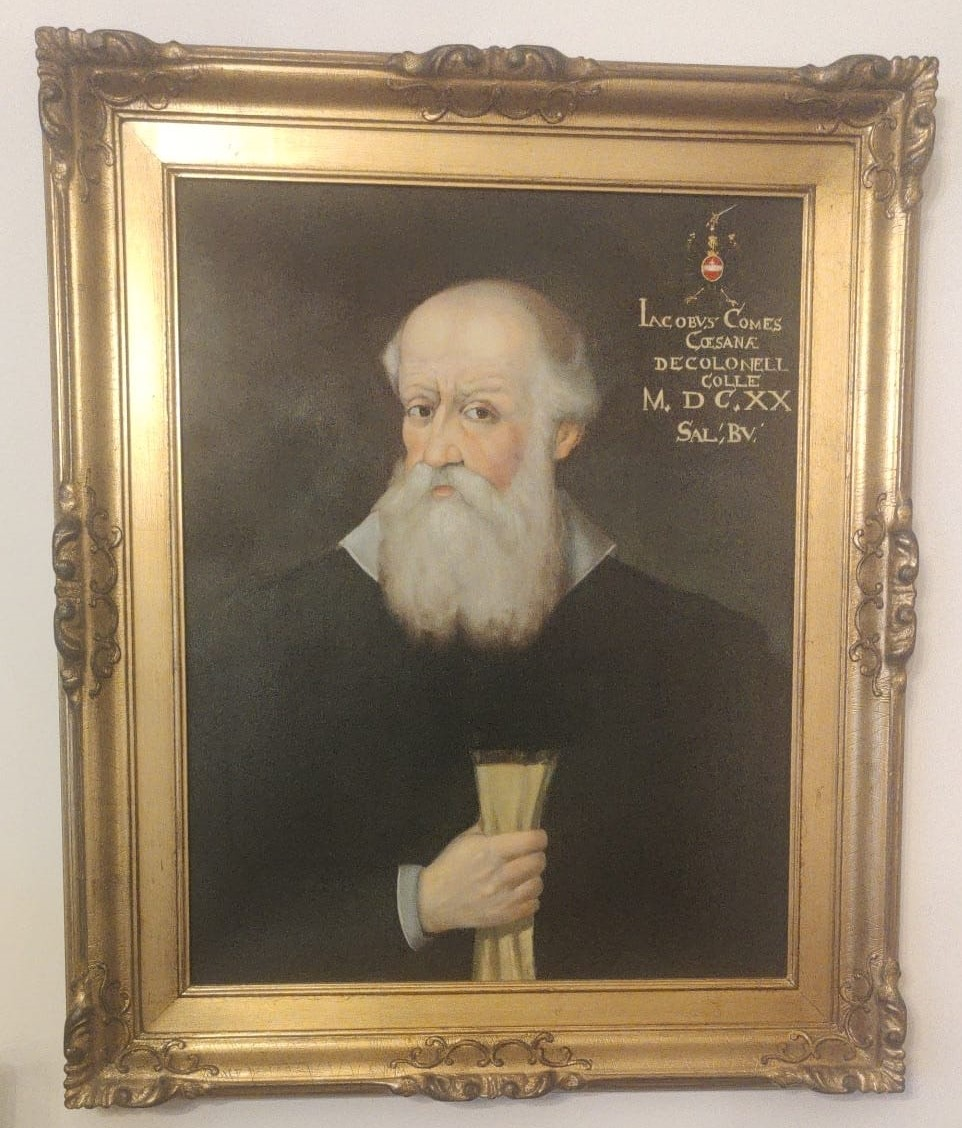
Il Conte Giacomo Colle di Cesana

Cesana, localizzata presso un guado sul Piave, ebbe importanza strategica sin dai tempi più antichi. Va forse datata all'VIII secolo l'edificazione di un primo fortilizio a difesa di un ponte o, più probabilmente, di un traghetto.
Cesana venne elevata a contea poco prima dell'anno Mille, nello stesso momento in cui Ottone II creava la diocesi di Feltre a contea (973).
Inizialmente assegnata a una famiglia della nobiltà locale detta, non a caso, da Cesana, nel 1159 Federico Barbarossa lo concesse al vescovo di Feltre Adamo. Erano gli anni della lotta per le investiture e degli scontri fra guelfi e ghibellini e Adamo si era schierato nelle file di questi ultimi, aderendo al partito imperiale.
Al fine di ottenere il suo intervento armato contro la fazione guelfa, nel 1170 il prelato chiamò a Feltre Guglielmino Tempesta, membro di una potente famiglia trevigiana, e lo investì del feudo. Ma nel 1173 la morte di Adamo e l'ascesa di Drudo da Camino, esponente di un'altra potente famiglia di parte guelfa che deteneva i feudi circostanti (Zumelle, Serravalle, Valmareno), ribaltò la situazione: probabilmente spinto dalle pressioni ricevute dai Caminesi, Guglielmino cedette, al prezzo di 1320 libre, il feudo di Cesana ai tre fratelli Gabriele, Albertino e Satillo da Zumelle. Da questi discesero i tre rami – Colle, Vergerio, de Mozzi – della nuova famiglia dei conti di Cesana che detennero il feudo sino alla sua soppressione nel 1806.
Sul finire del medioevo la contea seguì le sorti dell'entroterra ed entrò nell'orbita della Repubblica di Venezia mantenendo, almeno formalmente, la propria indipendenza.
Tra il Seicento e il Settecento la crisi dell'aristocrazia colpì anche le tre famiglie dei conti da Cesana e molti suoi membri furono costretti a vendere i loro titoli ad altre casate nobili o borghesi. Nel 1794, oltre ai  Colle, ai Vergerio e ai de Mozzi, si contavano altre quaranta famiglie con il titolo di "conti di Cesana" essendo ciascuna investita di un carato (porzione) della stessa (si citano, fra le altre, i Piccoli, gli Zuppani, i Ferrari Bravo, i Franzoja, i Norcen, i Ruggieri, i Tonetti, i Gianella, gli Agosti, i Giacomazzi, i Corradini, i Zuliani, i Trois).

### Soppressione
Con decreto napoleonico del 29 aprile 1806 il feudo fu soppresso e il suo territorio è trasformato in comune. Primo sindaco di Cesana fu Francesco Vergerio di Cesana, già conte.
Nel settembre 1866, poco dopo l'annessione del Veneto al Regno d'Italia, gli uffici comunali furono spostati a Lentiai, centro più popoloso, e di conseguenza il comune cambiò denominazione.
Nel 2019, infine, l'antico territorio della contea entra a far parte del nuovo comune di Borgo Valbelluna. 

### I conti di Cesana attualmente
Attualmente, delle tre antiche famiglie che detenevano il titolo di conti di Cesana - i Colle, i Vergerio e i de Mozzi - solamente i Colle e i Vergerio persistono, mentre i de Mozzi si sono estinti. Il ramo principale dei Colle, degno di nota, si insediò a Belluno verso la fine del XVIII secolo. Da questa località, i Colle fondarono una conceria, che cessò la sua attività nei primi anni del 1960, consolidandosi come una delle famiglie più influenti nella Valbelluna. Inoltre, questo ramo dei Colle si imparentò con altre famiglie nobili e dell'alta borghesia sia a livello locale e regionale che nazionale.